# Mystus multiradiatus
Mystus multiradiatus är en fiskart som beskrevs av Roberts 1992. Mystus multiradiatus ingår i släktet Mystus och familjen Bagridae. IUCN kategoriserar arten globalt som livskraftig. Inga underarter finns listade i Catalogue of Life.